# Station Ramsgate
Ramsgate is een spoorwegstation van National Rail in Ramsgate, Thanet in Engeland. Het station is eigendom van Network Rail en wordt beheerd door Southeastern. Het station is geopend in 1926.

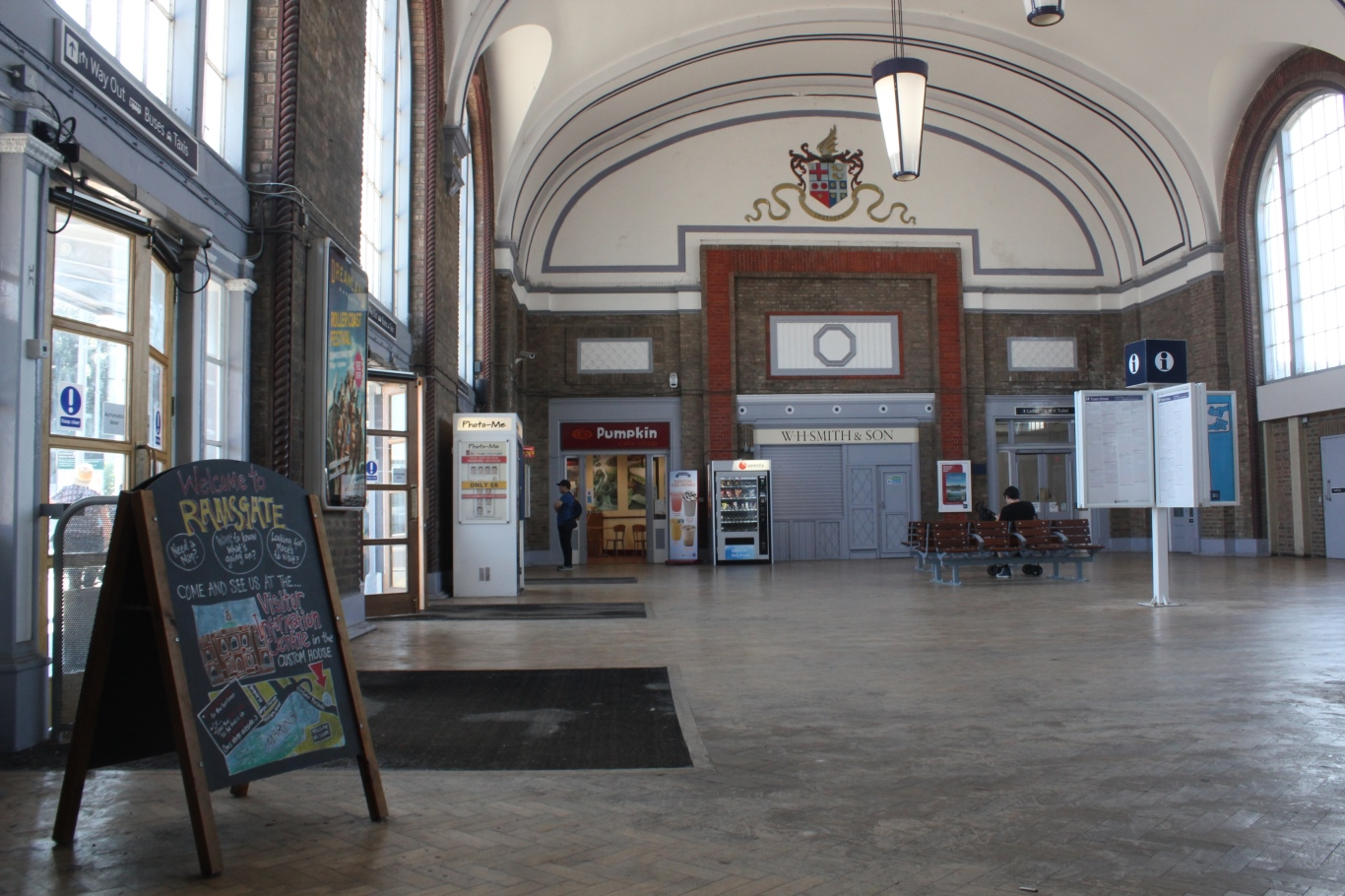
Stationshal, 2019

## Regionale hogesnelheidstrein
- 1x per uur Regionale hogesnelheidstrein Londen St Pancras - Statford International - Ebbsfleet International - Ashford International - Canterbury West - Ramsgate - Broadstairs - Margate